# Фрумушелу
Фрумушелу (рум. Frumușelu) — село у повіті Бакеу в Румунії. Входить до складу комуни Глевенешть.
Село розташоване на відстані 225 км на північний схід від Бухареста, 47 км на південний схід від Бакеу, 100 км на південь від Ясс, 106 км на північний захід від Галаца.

## Населення
За даними перепису населення 2002 року у селі проживали 1496 осіб, усі — румуни. Рідною мовою 1494 особи (99,9%) назвали румунську.